# الاستفتاء الدستوري الإيطالي 2020

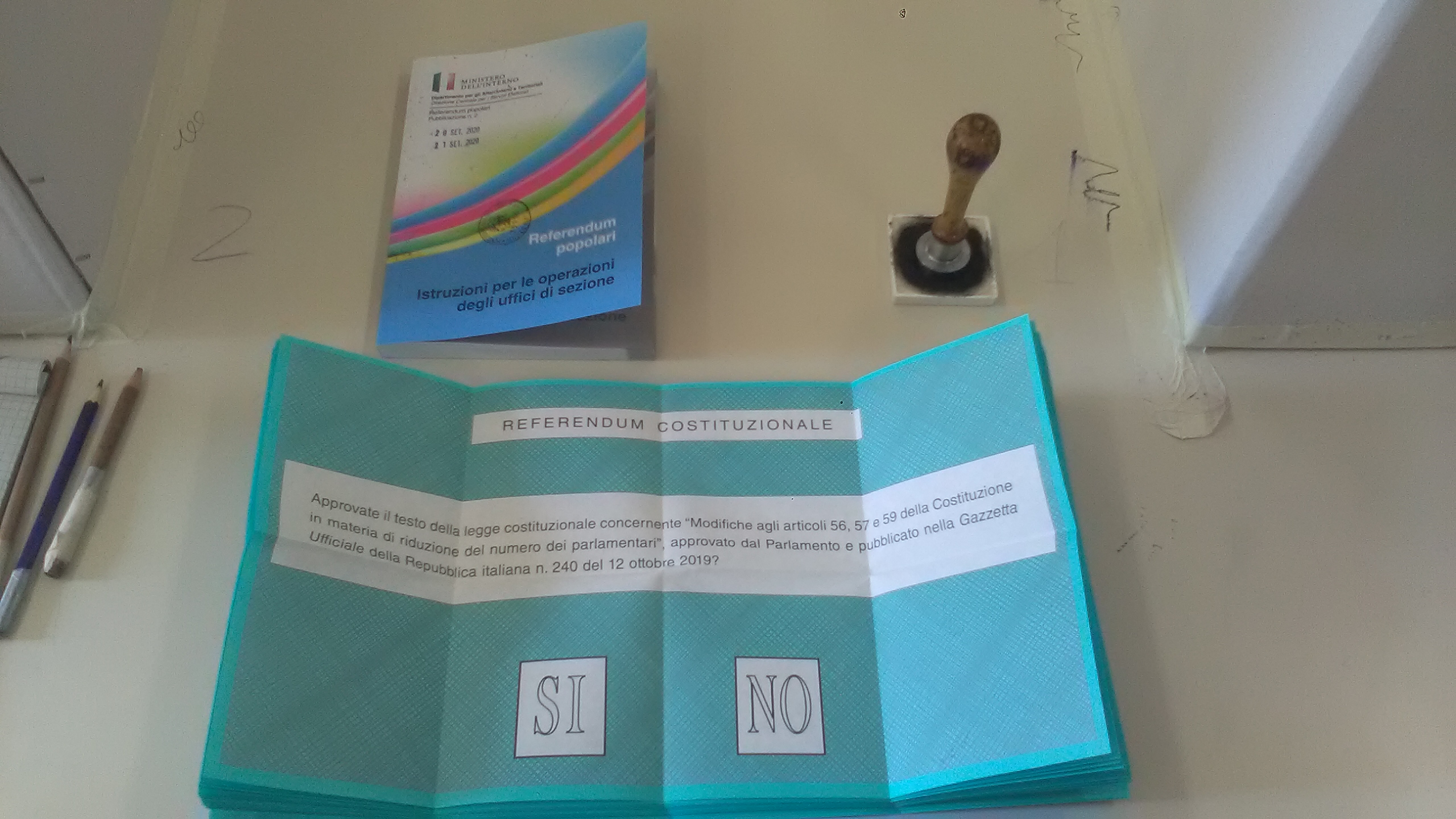
استفتاء التكلفة 2020

الاستفتاء الدستوري الإيطالي 2020 حول تقليص حجم البرلمان الإيطالي. عقد في إيطاليا يومي 20 و21 سبتمبر 2020. في البداية كان من المقرر عقده في 29 مارس، تم تأجيل الاستفتاء بعد انتشار جائحة كوفيد 19 في إيطاليا وما تبعه من إغلاق.
سُئل الناخبون عما إذا كانوا يوافقون على قانون دستوري من شأنه تعديل الدستور الإيطالي في جوانب مختلفة، وأبرزها تخفيض عدد النواب في البرلمان من 630 إلى 400 في مجلس النواب ومن 315 إلى 200 في مجلس الشيوخ. تمت الموافقة على التغييرات المقترحة حيث صوت 69.96٪ لصالحها. من المتوقع أن يتم تخفيض عدد النواب مع الانتخابات العامة الإيطالية المقبلة، والتي من المقرر إجراؤها في موعد أقصاه 28 مايو 2023.
كانت هذه هي المرة الثانية في التاريخ الإيطالي التي ينجح فيها استفتاء دستوري، وكان استفتاء عام 2001 هو الأول. تم رفض إصلاحين دستوريين سابقين من خلال استفتاءين في 2006 و2016.

## النتائج
نتج عن الاستفتاء فوز «نعم» بأغلبية 70.0٪ من الأصوات. وبلغت نسبة إقبال الناخبين 51.12٪. كانت «نعم» الخيار الفائز بهامش كبير في جميع المناطق الإيطالية. ونتيجة لذلك سيكون للهيئة التشريعية الإيطالية التالية 400 عضو من مجلس النواب و200 عضو في مجلس الشيوخ، وخمسة أعضاء معينين في مجلس الشيوخ مدى الحياة، بالإضافة إلى رؤساء إيطاليا السابقين.
ووصف لويجي دي مايو وزير الخارجية والزعيم السابق لحركة النجوم الخمسة النتائج بأنها «نتيجة تاريخية». وقال سكرتير الحزب الديمقراطي، نيكولا زينغاريتي إن «انتصار» نعم «يفتح الباب لموسم من الإصلاحات». طالب ريكاردو موليناري زعيم حزب الرابطة في مجلس النواب بحل البرلمان وإجراء انتخابات جديدة، من أجل تحقيق هدف القانون الدستوري.